# Валки (річка)
Валки — річка в Україні, у Корюківському районі Чернігівської області. Права притока Сейму (басейн Дніпра).

## Опис
Довжина річки приблизно 12,8 км.

## Розташування
Бере початок на заході від Шабалинів. Спочатку тече на південний схід через Синютин, а потім на південний захід понад Пекарівим і на півночі від Долинського впадає у річку Сейм, ліву притоку Десни.
Річку перетинає автомобільна дорога Т 2517